# (1590) Tsiolkovskaja
(1590) Tsiolkovskaja es un asteroide perteneciente al cinturón de asteroides descubierto el 1 de julio de 1933 por Grigori Nikoláievich Neúimin desde el observatorio de Simeiz en Crimea.
Está nombrado en honor de Konstantín Eduárdovich Tsiolkovski (1857-1935), físico soviético conocido como el Padre de la Cosmonáutica.